# Hispanomydas hispanicus
Hispanomydas hispanicus är en tvåvingeart som beskrevs av Arias 1914. Hispanomydas hispanicus ingår i släktet Hispanomydas och familjen Mydidae.
Artens utbredningsområde är Spanien. Inga underarter finns listade i Catalogue of Life.